# Allesroger? – Das Querformat für Querdenker
allesroger? – Das Querformat für Querdenker (Eigenschreibweise) war ein über Excalibur Media von dem österreichischen Unternehmer Ronald Seunig herausgegebenes Monatsmagazin, dessen Artikel zum Teil auch online abrufbar sind. Es erschien erstmals im Mai 2015 und wurde im Oktober 2019 eingestellt. Kritiker bezeichneten es als verschwörungstheoretisch, rassistisch,
anti-emanzipatorisch, tendenziell antisemitisch und dem Rechtsextremismus nahestehend.

## Herstellung und Redaktion
allesroger? wurde als hochwertig aussehendes Hochglanzmagazin konzipiert und entsprechend seines Titels in DIN A–4 Querformat gedruckt. Die Erstauflage betrug 200.000 Exemplare, die gratis verteilt wurden. Als Verbreitungsgebiet wurde ganz Österreich angestrebt. Später wurde ein kleiner Teil der Auflage im Abonnement vertrieben. 2017 startete der Vertrieb des 76-seitigen Magazins über den Zeitschriftenhandel.

### Unterstützer und Umfeld
Die Einführungsveranstaltung wurde von der Schauspielerin Angelika Niedetzky präsentiert und von dem damaligen Chefredakteur Roland Hofbauer organisiert. Es kamen unter anderem der damalige Justizminister und ÖVP-Politiker Wolfgang Brandstetter und laut der Recherche des österreichischen Grünen-Politikers
Karl Öllinger, der dies auch auf seinem Blog veröffentlichte, der FPÖ-Nationalratsabgeordnete Christian Höbart und Martin Gastinger, damals Chef von ATV, seit 2018 Unterhaltungschef von ServusTV.

### Mitarbeiter
Zu den Mitarbeitern des Magazins gehörte neben Ronald Seunig und Roland Hofbauer, auch der BZÖ-Politiker Peter Westenthaler (Ex-FPÖ), der 2018 im Impressum des Magazins als Verlagsleiter benannt wurde. Chefredakteur bis 2018 war Klaus Faißner, Organisator des EU-Austritts-Volksbegehrens.
Weitere Mitarbeiter waren Andrea Fehringer und Thomas Köpf.

### Autoren
Viele Autoren für politische und soziale Themen, waren schon vorher mit Aussagen und/oder Publikationen aus verschwörungstheoretischen, bzw. neurechten Dunstkreis aufgefallen, so schrieben für das Magazin u. A. Reinhard Olt, Andreas Unterberger, Peter Linden, Manfred Tisal, Christian Anders und Tilman Knechtel. Die unpolitische Kulturkolumne schrieb Gabriela Benesch.

## Inhalte

### Eigenaussagen von Ronald Seunig
In der Erstausgabe des Magazins ließ sich Herausgeber Seunig selbst interviewen. Er äußerte, die USA seien „hauptverantwortlich“ für die Flüchtlingswelle, denn sie würden den Plan verfolgen, „die Europäer so zu vermischen, dass der IQ deutlich sinkt und die Identität verlorengeht“. Die USA hätten zu diesem Zweck den IS gegründet und würden vermutlich auch Schlepper organisieren, um Flüchtlinge nach Europa zu bringen.

### Verschwörungstheorien
Im Artikel „Die größten Lügen der USA“ behauptete das Magazin, die USA hätten den Angriff auf Pearl Harbor in Kauf genommen und die Türme des World Trade Center sprengen lassen, um einen Vorwand zum Krieg zu haben. In einem weiteren Artikel wurde „den Rothschilds“ und der „geheimen Weltelite“ vorgeworfen, okkulte Orgien und Rituale abzuhalten. Man müsse „die richtigen Fragen […] stellen, um den Rothschilds die Maske vom Gesicht zu reißen“.

### Gefälschte Interviews mit Prominenten
allesroger? veröffentlichte wiederholt Interviews mit Prominenten, deren Authentizität zweifelhaft ist. So wurde ein Interview mit Kevin Spacey veröffentlicht, in dem dieser geäußert haben soll, westliche und auch europäische Politiker würden seit Jahren auf einen „größeren Krieg“ hinarbeiten. Spaceys Sprecherin bestritt jedoch, dass dieses Interview jemals stattgefunden hat. Sie bezeichnete es ausdrücklich als „gefälschtes Interview“. Auch die Echtheit eines Interviews, das der Musiker Sting dem Magazin gegeben haben soll, wurde von dessen Plattenfirma Universal Records bestritten. Die Filmproduktionsfirma Netflix, deren Gründer Reed Hastings sich in allesroger? angeblich zu seinem privaten Pornografiekonsum geäußert haben soll, lehnte eine Stellungnahme ab.

## Rezeption und Kritik
Die Inhalte der Zeitschrift lösten in der deutschsprachigen Medien- als auch politischen Landschaft viele Reaktionen aus.

### Vorwurf Antisemitismus
Schon nach seinem Erscheinen im Jahr 2015, bezeichnete das Mauthausen Komitee Österreich das Magazin als „tendenziell antisemitisch“.

### Reaktionen deutschsprachige Medienlandschaft
Das österreichische Wochenmagazin Falter berichtete 2016, das Magazin gehöre zu einem „Mediennetzwerk im Dunstkreis der FPÖ“ und befeuere Verschwörungstheorien. Der Herausgeber Seunig habe 2003 in einem Interview Adolf Hitler verteidigt und angegeben, er habe in seinem Haus ein Hitler-Porträt an die Decke gemalt, weil dieser „so viel verändert“ habe. Ferner habe das Magazin sich wiederholt an dem umstrittenen rechtsextremen Kongress Verteidiger Europas beteiligt, einem großen „Meet and Greet der rechtsextremen Szene“.
Die österreichische Wiener Zeitung schrieb 2016, das Magazin mische unter seine „Society-Berichte“ und Interviews „beiläufig wohlwollende Beiträge über die rechtsextreme Identitäre Bewegung oder über eine befürchtete Invasion aus Afrika“. Abgerundet werde der „Mix“ mit „Analysen über […] die von PR-Strategen und der Politik manipulierten Massenmedien“.
Die deutschsprachige Ausgabe des Magazins Vice, bezeichnete allesroger? 2016 als ein „rechtes Magazin […], das unter anderem Verschwörungstheorien über 9/11 verbreitet und an die geheime Weltherrschaft der Rothschilds glaubt“.
Die deutsche neurechte Preußische Allgemeine Zeitung, erwähnte 2017 das Magazin hingegen lobend und schrieb, dass Ronald Seunig mit "allesroger?" eine Zeitschrift
herausbringe, "die von vielen Lesern
inzwischen als das einzige geistig
wirklich unabhängige Blatt angesehen wird, weil es die politischen heißen Eisen anfasst, sich dabei keine ideologischen Scheuklappen aufsetzt und niemanden
aus der Recherche ausgrenzt."

### Auseinandersetzung Felix Baumgartner und Jan Böhmermann
Am 12. Juni 2019 wurde eine Kolumne von Felix Baumgartner publiziert, in der unter anderem Jan Böhmermanns Vater Pädophilie vorgeworfen wird, weil seine Mutter bei seiner Geburt 18 Jahre alt war. Es war eine Reaktion auf Böhmermanns Interview in einem ORF-Magazin, wo er unter anderem sagte, dass in Österreich acht Millionen „Debile“ lebten.

### Rüge Presserat
2019 rügte der österreichische Presserat allesroger? für einen Artikel über Georg Soros und schrieb zusammenfassend:

„Der Artikel verstößt über weite Strecken gegen Punkt 2.1 des Ehrenkodex, wonach Gewissenhaftigkeit und Korrektheit in Recherche und Wiedergabe von Informationen oberste Verpflichtung von Journalisten sind. Überdies weist der Artikel an mehreren Stellen antisemitische Untertöne auf, wenn etwa Soros als 'Liebkind der Rothschilds' bezeichnet wird. Der Senat erachtete es als besonders perfide, Soros die Mittäterschaft bei der Beschlagnahmung von jüdischem Eigentum zu unterstellen. Darüber hinaus wurden an verschiedenen Stellen des Artikels Migranten zumindest unterschwellig als Bedrohung dargestellt. Die auf Verschwörungstheorien fußende Aussage des Verfassers, dass 'Soros und andere Superreiche an der völligen Vermischung der Völker arbeiten', bewertete der Senat als diskriminierend gegenüber Migranten (siehe Punkt 7 des Ehrenkodex).“

allesroger? reagierte in einer Stellungnahme auf die „nicht nachvollziehbaren, teils falschen und teils merkwürdigen Interpretationen des Presserats“ und nannte es ein „fragwürdiges Urteil“. Das Magazin würde den österreichischen Presserat „auch weiterhin nicht anerkennen!“
Verlagsleiters Peter Westenthaler reagierte in einer Kolumne, dass „ein für allemal“ klargestellt werde, dass Antisemitismus jeglicher Form strikt abgelehnt werde und es dafür in allesroger? keinen Platz gäbe.

## Politische Reaktionen
Im Jahr 2018 geriet das Magazin durch Regierungsinserate in den Fokus der Öffentlichkeit. Die FPÖ-geführten Ministerien für Sport und Inneres ließen Inserate im Magazin abdrucken und sorgten damit für Diskussionen, ob derartige Inserate den umstrittenen Inhalt legitimieren würden. Die Grünen warfen den FPÖ-Ministern Strache und Kickl Förderung antisemitischer Medien vor und reichten daraufhin eine parlamentarische Anfrage zum Thema ein.
2019 kam es zu einer juristischen Auseinandersetzung mit dem SPÖ-Politiker Thomas Drozda. Dieser hatte das Magazin als „Neonazi-Postille“ bezeichnet. In einem Teilvergleich verzichtete Drozda im Februar 2019 auf diese Äußerung. Die Klage des Magazins gegen Drozda, er solle es unterlassen, das Blatt als „rechtsextrem“ zu bezeichnen, wurde allerdings im August 2019 vom Handelsgericht Wien mit Urteil abgewiesen. Verantwortliche des Magazins kritisierten das Urteil und kündigten Berufung an.

## Einstellung
Am 30. Oktober 2019 gab Herausgeber Ronald Seunig die Einstellung des Magazins bekannt.